# Inland Empire Matadors 2022
Questa voce raccoglie le informazioni riguardanti gli Inland Empire Matadors nelle competizioni ufficiali della stagione 2022.

## Stagione
Gli Inland Empire Matadors partecipano al loro terzo campionato NVA (il primo con la nuova denominazione Inland Empire invece di Ontario), classificandosi al quinto posto nell'American Conference, restando pertanto fuori dai play-off scudetto con 3 vittorie e 7 sconfitte.

## Organigramma societario
Area direttiva
- Presidente: Cesar Estrada

Area tecnica
- Allenatore: Natasha Mills-Nales

## Rosa
| N° | Nome              | Ruolo | Data di nascita  | Nazionalità sportiva |
| -- | ----------------- | ----- | ---------------- | -------------------- |
| 1  | Nick Ramos        | S     | 19 giugno 1998   | Porto Rico           |
| 2  | Brett Massetti    | C     | 10 giugno 1986   | Stati Uniti          |
| 3  | Víctor Vázquez    | P     | 6 novembre 1998  | Porto Rico           |
| 4  | Blake Omartian    | L     | 27 febbraio 1998 | Stati Uniti          |
| 5  | Jimmy Montes      | S     | 16 aprile 2000   | Stati Uniti          |
| 6  | Diego Bustos      | S     | 2 ottobre 1991   | Messico              |
| 7  | Danel Calvente    | L     | 1º giugno 1996   | Argentina            |
| 8  | Jordan Walley     | S     | -                | Stati Uniti          |
| 9  | Colby Elder       | P     | -                | Stati Uniti          |
| 10 | Gabriel Colón     | O     | 2 maggio 2000    | Porto Rico           |
| 11 | Noah Lassandro    | C     | 3 agosto 1999    | Stati Uniti          |
| 12 | Eric Veliz        | L     | -                | Stati Uniti          |
| 14 | Carlos Serrano    | S     | 12 dicembre 1996 | Messico              |
| 15 | Martín Petris     | C     | 23 luglio 1990   | Messico              |
| 16 | Nick Dimatteo     | P     | -                | Stati Uniti          |
| 17 | Jacob Vander Beek | O     | 23 luglio 1998   | Stati Uniti          |
| 18 | Ben Gabor         | C     | -                | Stati Uniti          |
| 20 | Eric Beatty       | S     | 7 gennaio 1998   | Stati Uniti          |

## Statistiche

### Statistiche di squadra
| Competizione | Punti | In casa | In casa | In casa | In trasferta | In trasferta | In trasferta | Totale | Totale | Totale |
| Competizione | Punti | G       | V       | P       | G            | V            | P            | G      | V      | P      |
| ------------ | ----- | ------- | ------- | ------- | ------------ | ------------ | ------------ | ------ | ------ | ------ |
| NVA          | 7     | 0       | 0       | 0       | 0            | 0            | 0            | 10     | 3      | 7      |
| Totale       | -     | 0       | 0       | 0       | 0            | 0            | 0            | 10     | 3      | 7      |

G = partite giocate; V = partite vinte; P = partite perse

### Statistiche dei giocatori
| Giocatore      | NVA | NVA | NVA | NVA | NVA | Totale | Totale | Totale | Totale | Totale |
| Giocatore      | P   | PT  | AV  | MV  | BV  | P      | PT     | AV     | MV     | BV     |
| -------------- | --- | --- | --- | --- | --- | ------ | ------ | ------ | ------ | ------ |
| E. Beatty      | ?   | 104 | 89  | 6   | 9   | ?      | 104    | 89     | 6      | 9      |
| D. Bustos      | ?   | 14  | 12  | 1   | 1   | ?      | 14     | 12     | 1      | 1      |
| D. Calvente    | ?   | 0   | 0   | 0   | 0   | ?      | 0      | 0      | 0      | 0      |
| G. Colón       | ?   | 7   | 7   | 0   | 0   | ?      | 7      | 7      | 0      | 0      |
| N. Dimatteo    | ?   | 3   | 2   | 1   | 0   | ?      | 3      | 2      | 1      | 0      |
| C. Elder       | ?   | 0   | 0   | 0   | 0   | ?      | 0      | 0      | 0      | 0      |
| B. Gabor       | ?   | 38  | 31  | 5   | 2   | ?      | 38     | 31     | 5      | 2      |
| N. Lassandro   | ?   | 30  | 15  | 14  | 1   | ?      | 30     | 15     | 14     | 1      |
| B. Massetti    | ?   | 40  | 27  | 10  | 3   | ?      | 40     | 27     | 10     | 3      |
| J. Montes      | ?   | 17  | 16  | 1   | 0   | ?      | 17     | 16     | 1      | 0      |
| B. Omartian    | ?   | 36  | 21  | 3   | 12  | ?      | 36     | 21     | 3      | 12     |
| M. Petris      | ?   | 30  | 27  | 2   | 1   | ?      | 30     | 27     | 2      | 1      |
| N. Ramos       | ?   | 27  | 26  | 0   | 1   | ?      | 27     | 26     | 0      | 1      |
| C. Serrano     | ?   | 14  | 10  | 1   | 3   | ?      | 14     | 10     | 1      | 3      |
| J. Vander Beek | ?   | 97  | 78  | 9   | 10  | ?      | 97     | 78     | 9      | 10     |
| V. Vázquez     | ?   | ?   | ?   | ?   | ?   | ?      | ?      | ?      | ?      | ?      |
| E. Veliz       | ?   | 0   | 0   | 0   | 0   | ?      | 0      | 0      | 0      | 0      |
| J. Walley      | ?   | 59  | 48  | 6   | 5   | ?      | 59     | 48     | 6      | 5      |

P = presenze; PT = punti totali; AV = attacchi vincenti; MV = muri vincenti; BV = battute vincenti